# Zong Lei
Zong Lei (宗磊S, Zōng LěiP; Tientsin, 16 luglio 1981) è un ex calciatore cinese, di ruolo portiere.